# تاريخ البنغال

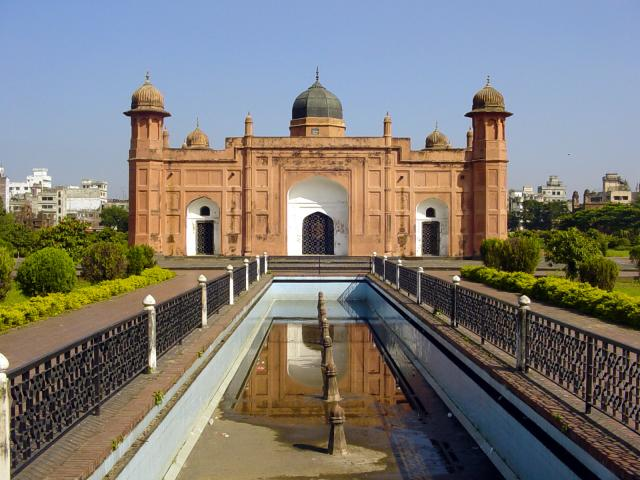
قلعة لالباغ، إحدى المعالم الجوهرية في تاريخ البنغال، بُنِيَت على يد محمد عزام شاه عام 1678

يرتبط  تاريخ البنغال عادةً بتاريخ شبه القارة الهندية والمناطق المحيطة كالمناطق الواقعة جنوب آسيا والمناطق في جنوب شرق آسيا. ويتضمن تاريخ البنغال التاريخَ الخاص بدولة بنغلادش الحديثة وتاريخ الولايات الهندية شرق البنغال ووادي باراك الواقع في ولاية آسام في الجزء الشرقي من شبه القارة الهندية عند الزاوية الرأسية الخاصة بخليج البنغال الذي تسوده الطبيعة الخصبة لدلتا نهر الغانج. ويعود تشكل الحضارة في منطقة البنغال إلى آلاف السنين. وكانت المنطقة معروفة بالنسبة للإغريقيين القدامى والرومان باسم «غانجاريداي». يعتبر نَهْرَا الغانج وبراهمابوترا العلامتين الجغرافيتين اللتين تحددان المنطقة، ولكنهما أيضًا يصلان هذه المنطقة بمنطقة واسعة من شبه القارة الهندية. وقد لعبت منطقة البنغال في كثير من الفترات دورًا مهمًّا في التاريخ الخاص بشبه القارة الهندية.
ويشير التاريخ القديم للمنطقة إلى تعاقب الإمبراطوريات الهندية ذات الخلافات الداخلية الكثيرة، بالإضافة إلى وجود صراع بين الهندوس والبوذيين للسيطرة عليها. وكانت البنغال القديمة موقعًا للعديد من المملكات الرئيسية، بينما يعود تاريخ المدن الأكثر قدمًا إلى الفترة الفيدية. بالإضافة إلى وجود دولة بحرية وميناء إعادة تصدير يعودان لطريق الحرير التاريخي، حيث أسَّسَت البنغال القديمة مستعمرات على جزر المحيط الهندي وجنوب شرق آسيا، و ملكت هذه المستعمرات البحرية خطوط تجارة قوية مع بلاد فارس، و شبه الجزيرة العربية، و البحر الأبيض المتوسط، و كانت معظم السلع التجارية عبارة عن منسوجات الموصلي القطنية الشهيرة في البنغال. و كانت المنطقة أيضًا جزءًا من الإمبراطوريات القديمة المرتبطة بالهند والتي تتضمن الإمبراطورية الماورية وإمبراطورية جوبتا. و مثلت قلعة غودا (Gauda) عاصمة مملكة غودا، ثم عاصمة إمبراطورية بالا البوذية(من القرن الثامن حتى الحادي عشر)، ثم عاصمة إمبراطورية سينا الندوسية(من القرن الحادي عشر إلى الثاني عشر). و قد شهدت هذه الحقبة تطور اللغة البنغالية، و الكتابة، و الأدب، والموسيقى، والفن، والعمارة.
و من القرن الثامن عشر قدومًا، حكمت سلطنة البنغال المنطقة، والملوك الهندوس، و المُلَّاك البارو-بويانيين(Baro-Bhuyan). و خلال الفترات الزمنية الوسطى وأوائل الفترة الحديثة، كانت البنغال موطنًا للعديد من الإمارات الهندوسية التي قامت في تلك الفترة، حيث ضمَّت مملكة كوتش، ومملكة مالابوم، ومملكة بورشوت، ومملكة تريبورا، والمملكة القوية الخاصة بالملك الهندوسي براتاباديتيا والملك سيتارام راي. و في أواخر القرن السادس عشر وبداية السابع عشر، سيطر الراجبوت المسلم عيسى خان على دلتا البنغال، حيث أنه كان قائدًا للبارو-بويانيين حيث كان عددهم اثنا عشرة قائدًا. بعدها وقعت المنطقة تحت سيادة الإمبراطورية المغولية، حيث كانت المنطقة المقاطعة الأغنى في الإمبراطورية، حيث كان إنتاجها يعادل 50% من الناتج المحلي الإجمالي للإمبراطورية، و 12% من الناتج الافتصادي للعالم أجمع. حيث كانت البنغال مشهورةً عالميًّا في الصناعة، كتصنيع النسيج، و بناء السفن، كما احتوت العاصمة دكَّا على أكثر من مليون نسمة من السكان. وأدى الانحسار التدريجي للامبراطورية المغولية إلى تكوُّن ولايات شبه مستقلة تحت حكم النّواب البنغال المنشقين عن المغول، ثم كان منها ما وقع تحت حكم إمبراطورية ماراثا بعد غزوها لبعض الولايات المغولية، وفي نهاية الأمر وقعت تحت حكم شركة الهند الشرقية.
سيطر البريطانيون على المنطقة ابتداءًا من نهاية القرن الثامن عشر. و أحكمت شركة الهند الشرقية السيطرة على المنطقة بعد معركة بلاسي سنة  1757 ومعركة بوكسار سنة 1764. و بحلول سنة 1793 سيطرت الشركة على كامل المنطقة. وشاركت البنغال بشكل مباشر في الثورة الصناعية في بريطانيا، واستخدمت بريطانيا رأس المال المكدس من منطقة البنغال للاستثمار في الصناعات البريطانية مثل تصنيع النسيج في بريطانيا أثناء الثورة الصناعية، مما أدى إلى زيادة الثروة البريطانية، بينما أدى ذلك في نفس الوقت إلى تراجع الصناعة البنغالية، إلى درجة انتشار المجاعات في المنطقة. وخدمت كالكوتا كعاصمة للمستعمرات البريطانية في الهند. وأدت فترة الإدارة البريطانية الطويلة إلى توسع التعليم الغربي في المنطقة، بالإضافة إلى التطوير الكبير للعلم(حيث بلغ ذروته)، والتعليم المؤسسي، والإصلاحات الاجتماعية، بالإضافة إلى ما أصبح يُعرَف باسم عصر النهضة البنغالي. وظهرت حركة الاستقلال الهندية في بداية القرن العشرين وبدأ مشروع الاستقلال، وانقسمت البنغال خلال فترة استقلال الهند سنة 1947 إلى منطقتين تم تقسيمهما دينيًّا: البنغال الغربية(كولاية هندية)، والبنغال الشرقية(كجزء من دومينيون باكستان الناشئة حديثًا التي أصبحت فيما بعد تعرف باسم الشعب المستقل لبنغلادش عام 1971).